# Кермен-Кая
Кермен-Кая (укр. Кермен-Кая, крымскотат. Kermen Qaya, Кермен Къая) — развалины средневекового замка XIII—XIV века. Расположены на горе Кермен, северного отрога хребта Басман.

## Описание

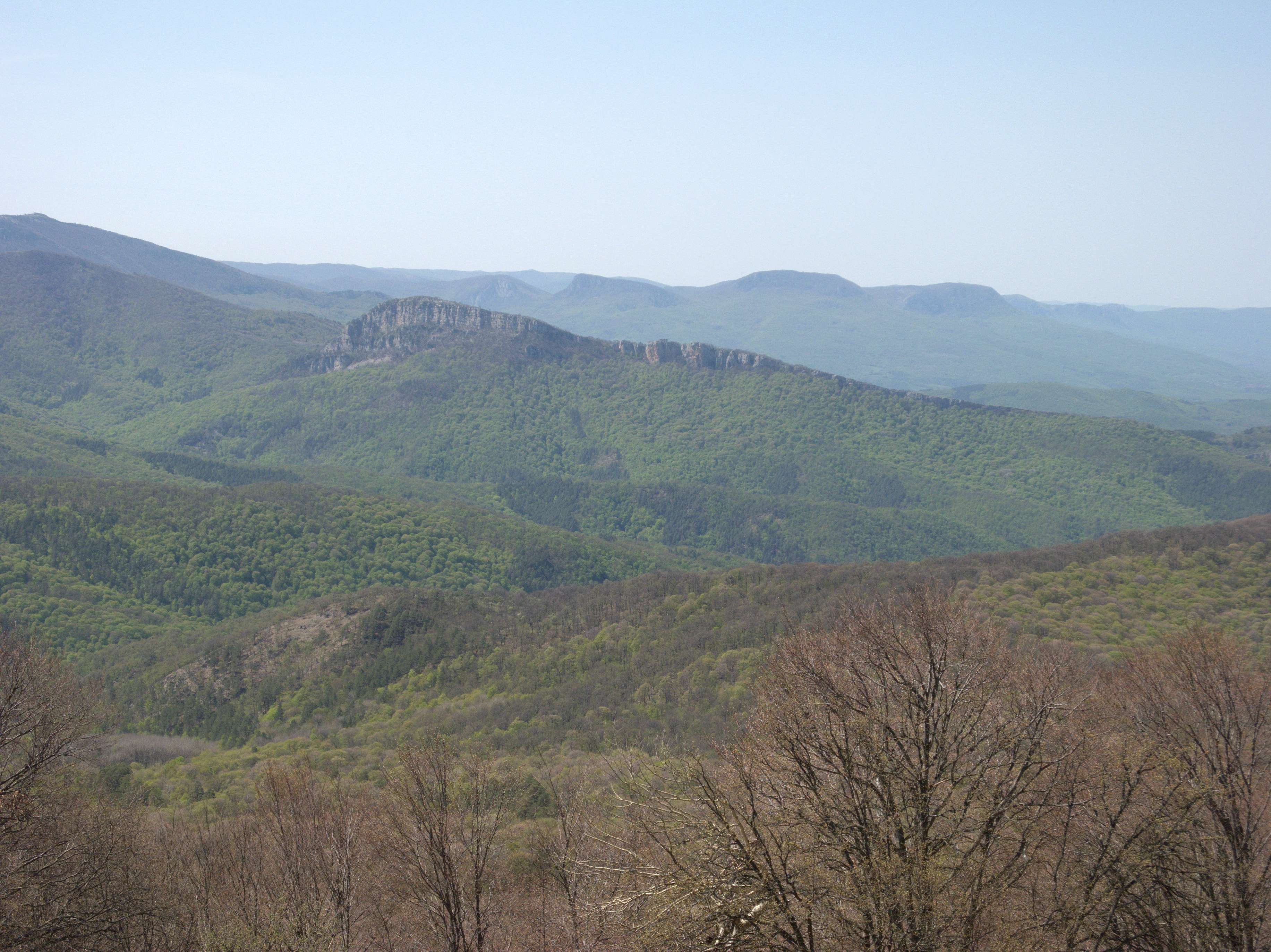
Хребет Басман, вершина Кермен (дословно Крепость) в правой части

На вершине скалы, к которому с запада подходит дорога, стена, сложенная из бута на известковом растворе, ограждает крепостную площадку размером 85 на 30 м, стены, толщиной 1,5—1,7 м, имеют вид сильно разрушенного вала. На стыке западной и южной куртин находилась въездная башня (размеры 6 на 8 м, ширина въездных ворот 2,7 м), западный участок стены длиной 13 м, южный, который замыкает прямоугольная башня размером 6,2 на 6,3 м — 68 м. Внутри укрепления имеются следы отдельных построек, примыкавших к крепостным стенам. У восточного обрыва находятся руины небольшой церкви, к северо-западу от укрепления, на расстоянии 50 м, на холме находится плитовый могильник. Археологические раскопки на городище не производились. Решениями Крымского облисполкома № 595 от 15 сентября 1969 года и № 186 от 15 января 1980 года замок Кермен-Кая и могильник XIII—XIV века объявлены историческим памятником регионального значения.

## История изучения
Первым из историков Кермен-Кая описал Пётр Кеппен в труде 1837 года «О древностях южнаго берега Крыма и гор Таврических»
…следы …укрепления, которые ныне известны под названием Кермен-Кая (крепость-скала). Они находятся от Кууша на ЮВ, за час пути вверх по Каче, к реке Донге… …свидетельствуют только о прежнем бытии двух стен и друх башен. Стены этого укрепления были кладены на извёстке; их ныне уже вовсе нет, но заметны основания и следы башен, из коих одна находилась на краю пропасти, а другая в 103-х шагах от первой, при входе в крепость, и токмо в 23 шагах от другого края скалы… Здесь (9 сент. 1833 г.) я видел дребезги черепицы, или какого либо сосуда красной жжёной глины.
Веймарн Е. В. считал, что укрепление, в ряду других на Главной гряде Крымских гор, основаны выходцами из предгорий, переселившихся в более безопасные от кочевников места, упоминается поселение в статье «Басманские пещеры в горном Крыму» 1963 года. Олег Домбровский относил укрепление к XI—XII, а возникшее после него открытое поселение существаовавшим до конца XV века. Кермен-Кая также упоминается в книге А. Л. Якобсона «Раннесредневековые сельские поселения юго-западной Таврики».